# بزرگراه شهدای خدمت
بزرگراه شهدای خدمت (نام های دیگر: پروژه پل تا پل،اتوبان یادگار خدمت، پروژه سیدالشهدای خدمت) نام بزرگراهی در حاشیه کلانشهر ساری به طول ۲,۵ کیلومتر است که از پل کابلی در انتهای فاز ۱ پارک ملل شروع و به پل ذغالچال ختم میشود.
این بزرگراه در حاشیه محله تجنشهر قرار دارد و منطقه راهبند را به محله ذغالچال وصل میکند.

## قطعه ها
این پروژه در دو فاز در حال احداث است که فاز اول به طول ۱,۲ کیلومتر در تیر ۱۴۰۳ افتتاح شد.

### فاز ۱
فاز ۱ شهدای خدمت آخرین پروژه عمرانی بود که در دولت موقت پس از ابراهیم رئیسی تا به روی کار آمدن دولت مسعود پزشکیان بازگشایی شد.
فرایند ساخت این قطعه در سال ۱۳۹۱ شروع شد و پس از ۱۲ سال در تیر ۱۴۰۳ بازگشایی شد.

#### فاز ۲
فاز ۲ شهدای خدمت هنوز در دست احداث است و فرایند ساخت آن در تیر ۱۴۰۳ شروع شد و تا زمان اخرین ویرایش این مقاله این قطعه هنوز در دست احداث است.
قطعه ۱ در آینده با یک پل به قطعه ۲ وصل خواهد شد.